# Maderas
Maderas – jeden z dwóch wulkanów, położonych na wyspie Ometepe (drugi, wyższy wulkan to Concepción), wyspie na Jeziorze Nikaragua. Ma on postać stratowulkanu, który wznosi się na wysokość 1394 m n.p.m.
W przeciwieństwie do wulkanu Concepción, wulkan Maderas nie był aktywny w czasach historycznych. Ostatnie duże erupcje miały tutaj miejsce około 3 tys. lat temu. W kraterze wulkanu znajduje się niewielkie jezioro Laguna de Maderas.
Wejście na szczyt wulkanu Maderas to popularna atrakcja turystyczna regionu. Jego szczyt porośnięty jest lasem chmurowym – stanowi jedno z niewielu miejsc jego występowania po pacyficznej stronie Nikaragui.